# Oxydesmus anacanthus
Oxydesmus anacanthus är en mångfotingart som beskrevs av Carl Graf Attems 1909. Oxydesmus anacanthus ingår i släktet Oxydesmus och familjen Oxydesmidae. Inga underarter finns listade i Catalogue of Life.